# 10e cérémonie des Screen Actors Guild Awards
La 10e cérémonie des Screen Actors Guild Awards, décernés par la Screen Actors Guild, a eu lieu le 22 février 2004, et a récompensé les acteurs et actrices du cinéma et de la télévision ayant tourné en 2003.

## Palmarès et nominations

### Cinéma

#### Meilleur acteur dans un premier rôle
- Johnny Depp pour le rôle du capitaine Jack Sparrow dans Pirates des Caraïbes : La Malédiction du Black Pearl (Pirates of the Caribbean: The Curse of the Black Pearl)
  - Peter Dinklage pour le rôle de Finbar McBride dans The Station Agent
  - Ben Kingsley pour le rôle de Behrani dans House of Sand and Fog
  - Bill Murray pour le rôle de Bob Harris dans Lost in Translation
  - Sean Penn pour le rôle de Jimmy Markum dans Mystic River

#### Meilleure actrice dans un premier rôle
- Charlize Theron pour le rôle d'Aileen Wuornos dans Monster
  - Patricia Clarkson pour le rôle de Olivia Harris dans The Station Agent
  - Diane Keaton pour le rôle de Erica Jane Barry dans Tout peut arriver (Something's Gotta Give)
  - Naomi Watts pour le rôle de Cristina Peck dans 21 Grammes (21 Grams)
  - Evan Rachel Wood pour le rôle de Tracy Freeland dans Thirteen

#### Meilleur acteur dans un second rôle
- Tim Robbins pour le rôle de Dave Boyle dans Mystic River
  - Alec Baldwin pour le rôle de Shelly Kaplow dans Lady Chance (The Cooler)
  - Chris Cooper pour le rôle de Tom Smith dans Pur Sang, la légende de Seabiscuit (Seabiscuit)
  - Benicio del Toro pour le rôle de Jack Jordan dans 21 Grammes (21 Grams)
  - Ken Watanabe pour le rôle de Katsumoto dans Le Dernier Samouraï (The Last Samurai)

#### Meilleure actrice dans un second rôle
- Renée Zellweger pour le rôle de  dans Retour à Cold Mountain (Cold Mountain)
  - Maria Bello pour le rôle de Natalie Belisario dans Lady Chance (The Cooler)
  - Keisha Castle-Hughes pour le rôle de Paikea dans Paï (Whale Rider)
  - Patricia Clarkson pour le rôle de Joy Burns dans Pieces of April
  - Holly Hunter pour le rôle de Melanie Freeland dans Thirteen

#### Meilleure distribution
- Le Seigneur des anneaux : Le Retour du roi (The Lord of the Rings: The Return of the King)
  - In America
  - Mystic River
  - Pur Sang, la légende de Seabiscuit (Seabiscuit)
  - The Station Agent

### Télévision
Note : le symbole « ♕ » rappelle le gagnant de l'année précédente (si nomination).

#### Meilleur acteur dans une série dramatique
- Kiefer Sutherland pour le rôle de Jack Bauer dans 24 heures chrono (24)
  - Peter Krause pour le rôle de Nathaniel Jr Fisher dans Six Feet Under (Six Feet Under)
  - Anthony LaPaglia pour le rôle de Jack Malone dans FBI : Portés disparus (Without a Trace)
  - Martin Sheen pour le rôle de Jed Bartlet dans À la Maison-Blanche (The West Wing)
  - Treat Williams pour le rôle du Dr Andy Brown dans Everwood

#### Meilleure actrice dans une série dramatique
- Frances Conroy pour le rôle de Ruth Fisher dans Six Feet Under (Six Feet Under)
  - Stockard Channing pour le rôle d'Abbey Bartlet dans À la Maison-Blanche (The West Wing)
  - Tyne Daly pour le rôle de Maxine Gray dans Amy (Judging Amy)
  - Jennifer Garner pour le rôle de Sydney Bristow dans Alias
  - Mariska Hargitay pour le rôle d'Olivia Benson dans New York, unité spéciale (Law & Order: Special Victims Unit)
  - Allison Janney pour le rôle de CJ Cregg dans À la Maison-Blanche (The West Wing)

#### Meilleure distribution pour une série dramatique
- Six Feet Under (Six Feet Under) ♕
  - Les Experts (CSI)
  - New York, police judiciaire (Law and Order)
  - À la Maison-Blanche (The West Wing)
  - FBI : Portés disparus (Without a Trace)

#### Meilleur acteur dans une série comique
- Tony Shalhoub pour le rôle d'Adrian Monk dans Monk
  - Peter Boyle pour le rôle de Frank Barone dans Tout le monde aime Raymond (Everybody Loves Raymond)
  - Brad Garrett pour le rôle de Robert Barone dans Tout le monde aime Raymond (Everybody Loves Raymond)
  - Sean Hayes pour le rôle de Jack McFarland dans Will et Grace (Will & Grace) ♕
  - Ray Romano pour le rôle de Ray Barone dans Tout le monde aime Raymond (Everybody Loves Raymond)

#### Meilleure actrice dans une série comique
- Megan Mullally pour le rôle de Karen Walker dans Will et Grace (Will & Grace) ♕
  - Patricia Heaton pour le rôle de Debra Barone dans Tout le monde aime Raymond (Everybody Loves Raymond)
  - Lisa Kudrow pour le rôle de Phoebe Buffay dans Friends
  - Debra Messing pour le rôle de Grace Adler dans Will et Grace (Will & Grace)
  - Doris Roberts pour le rôle de Marie Barone dans Tout le monde aime Raymond (Everybody Loves Raymond)

#### Meilleure distribution pour une série comique
- Sex and the City
  - Tout le monde aime Raymond (Everybody Loves Raymond) ♕
  - Frasier
  - Friends
  - Will et Grace (Will & Grace)

#### Meilleur acteur dans un téléfilm ou dans une minisérie
- Al Pacino pour le rôle de Roy Cohn dans Angels in America
  - Justin Kirk pour le rôle de Prior Walter dans Angels in America
  - Paul Newman pour le rôle du manager dans Our Town
  - Forest Whitaker pour le rôle de Marcus Clay dans Deacons for Defense
  - Jeffrey Wright pour les rôles de Belize et de M. Lies dans Angels in America

#### Meilleure actrice dans un téléfilm ou dans une minisérie
- Meryl Streep pour les rôles de Hannah Pitt, d'Ethel Rosenberg et du rabbin Chemelwitz dans Angels in America
  - Anne Bancroft pour le rôle de Contessa dans The Roman Spring of Mrs. Stone
  - Helen Mirren pour le rôle de Karen Stone dans The Roman Spring of Mrs. Stone
  - Mary-Louise Parker pour le rôle de Harper Pitt dans Angels in America
  - Emma Thompson pour les rôles de l'infirmière Emily, de la clocharde et de l'Ange de l'Amérique dans Angels in America

### Screen Actors Guild Life Achievement Award
- Karl Malden

## Récompenses et nominations multiples

### Nominations multiples

#### Cinéma
3 : Mystic River, The Station Agent
2 : Pur Sang, la légende de Seabiscuit (Seabiscuit), Lady Chance, 21 Grammes, Thirteen

#### Télévision
6 : Angels in America, Tout le monde aime Raymond
4 : À la Maison-Blanche, Will et Grace
3 : Six Feet Under
2 : FBI : Portés disparus, The Roman Spring of Mrs. Stone, Friends

#### Personnalités
- 2 : Patricia Clarkson

### Récompenses multiples

#### Télévision
2/6 : Angels in America
2/3 : Six Feet Under